# Castello di Forchtenstein

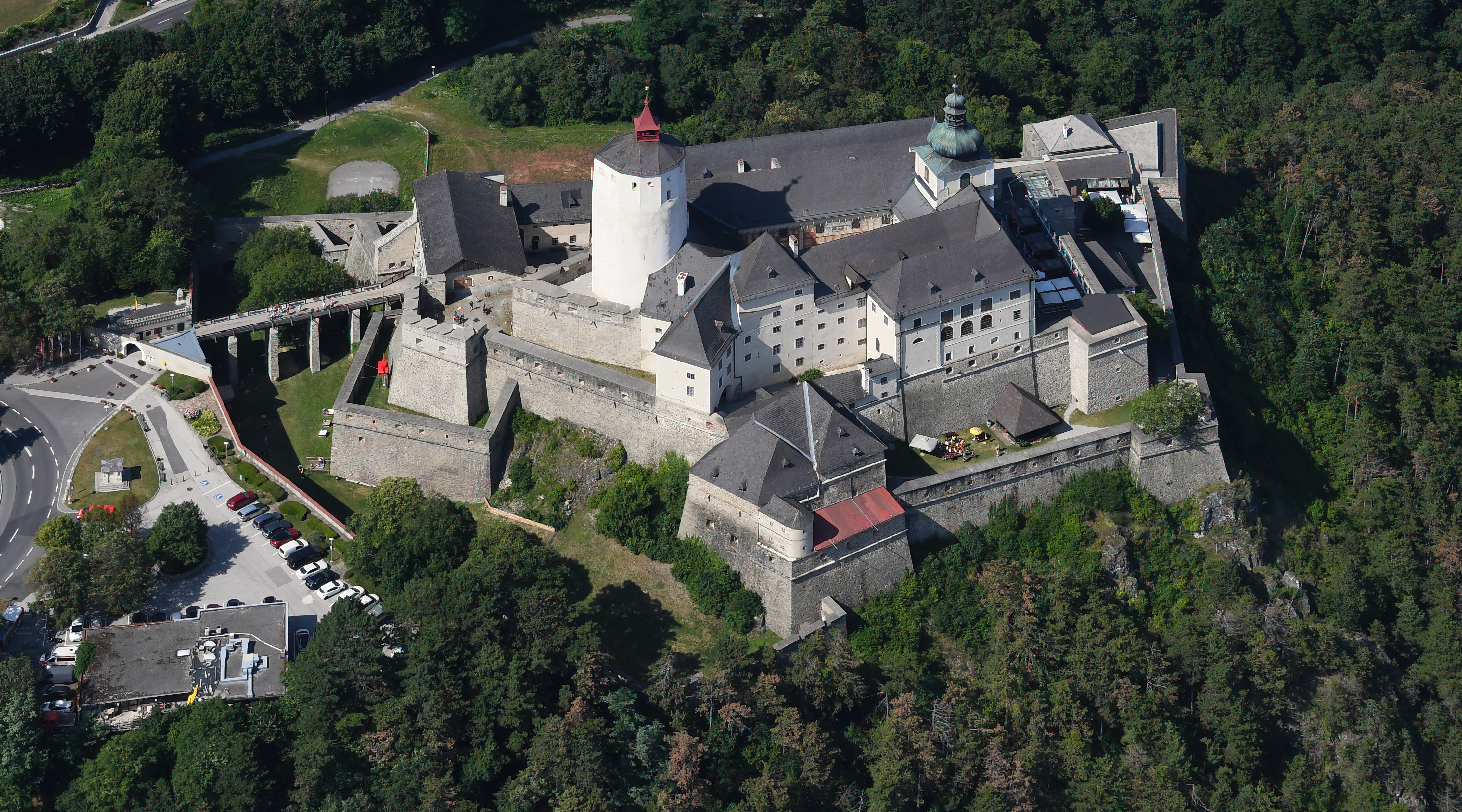
Vista aerea del castello di Forchtenstein

Il castello di Forchtenstein (in tedesco Burg Forchtenstein; in ungherese Fraknó vára) è una struttura difensiva situata a Forchtenstein nel Land austriaco del Burgenland.
Sorge su uno sperone roccioso che domina la valle del Wulka, l'abitato di Forchtenstein e la pianura ungherese.

## Storia
La prima parte del castello con il dongione alto 50 m fu costruita all'inizio del XIV secolo dai Signori di Mattersdorf, che in seguito si chiamarono Signori di Forchtenstein.
Intorno al 1450 i Signori di Forchtenstein si estinsero per mancanza di discendenti maschi e il castello entrò in possesso degli Asburgo, che lo possedettero per 170 anni e lo diedero in pegno ai Conti di Weißbriach e Hardegg, tra gli altri. La fortezza passò poi all'arciduca Albrecht VI. e divenne così per breve tempo una parte importante di un piccolo principato asburgico.
Durante questo periodo di tempo non è cambiato molto al castello. Nel 1622 Miklós Esterházy, capostipite della famiglia Esterházy, ricevette in cambio il castello dall'imperatore Ferdinando II, e la famiglia Esterházy fu insignita il titolo di conte. Esterházy iniziò ad espandere il castello, ormai fatiscente, trasformandolo in una fortezza. Negli anni dal 1630 al 1634 stipulò contratti di lavoro con il capomastro viennese Simone Retacco e dal 1643 con Domenico Carlone per la nuova costruzione del castello. I costruttori erano tutti italiani o svizzeri. Era un grosso ordine per tre maestri di Kaisersteinbrucher, la cava imperiale: Ambrosius Petruzzy, Pietro Maino Maderno e Mathias Lorentisch. La pietra Kaiserstein è stata utilizzata per portali principali, fontane, palle di cannone, ecc. Le pietre scolpite venivano consegnate in grandi carri di pietra trainati da sei buoi.
Suo figlio Paolo proseguì l'ampliamento del castello nella seconda metà del XVII secolo secondo i progetti dell'architetto Carlone, ponendo l'accento anche sulla progettazione artistica. A causa delle numerose trasformazioni, il castello presenta un aspetto barocco. Dopo la morte di Paolo, lo scopo del castello cambiò.  Nella seconda metà del XVIII secolo il castello fu ampliato dal capomastro Johann Ferdinand Mödlhammer. La capriata del tetto è stata sollevata e l'interno ristrutturato.
Nel 1919, durante la Repubblica Sovietica Ungherese, circa 280 oggetti del tesoro Esterházy conservati a Forchtenstein furono confiscati da funzionari statali e portati a Budapest, dove si trovano ancora oggi. Dopo la fine della Repubblica Sovietica, lo stato ungherese ha concluso un contratto di prestito per questi oggetti con gli Esterházy; poiché, secondo l'opinione della fondazione privata Esterházy, l'Ungheria non si adeguerà più pienamente a questo nel 2019, la fondazione si sta adoperando per ottenere la restituzione dei suoi oggetti.[2]
Il castello è di proprietà della Fondazione privata Esterházy e, assieme al Castello Esterházy a Eisenstadt, mostra la storia e i tesori dell'antica famiglia nobile. Dopo che i possedimenti Esterházy furono separati dal nuovo confine austro-ungherese nel 1921, i documenti dell'archivio economico rimasero nel castello di Forchtenstein, mentre l'archivio di famiglia è stato da allora conservato nell'Archivio di Stato ungherese a Budapest.

## Le collezioni
Il castello di Forchtenstein custodisce al suo interno una ricca collezione di dipinti, armi da parata, armi antiche, arredi, porcellane europee e cinesi. La cosiddetta camera del tesoro e delle meraviglie poteva essere raggiunta solo attraverso un passaggio segreto; la porta poteva essere aperta solo con due chiavi diverse. Uno era tenuto dal principe e l'altro dal tesoriere. Anche questi ambienti non sono stati scoperti durante il periodo di occupazione del secondo dopoguerra e si sono quindi conservati intatti.
Nel cortile interno è conservato un grande ciclo di affreschi barocchi.